# 韋爾貝林湖

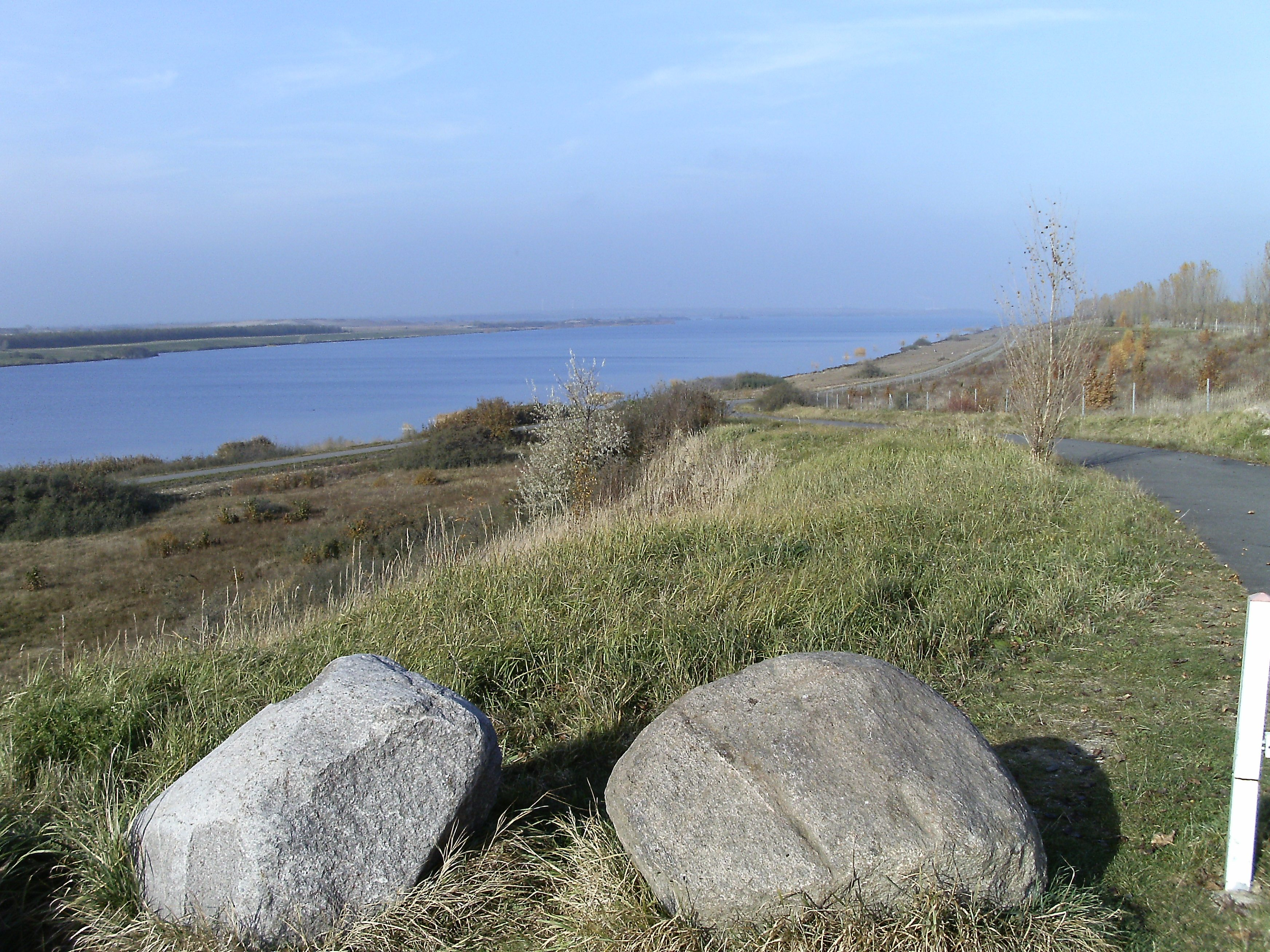

51°28′29.95″N 12°18′42.62″E / 51.4749861°N 12.3118389°E
韋爾貝林湖（德語：Werbeliner See），是德國的湖泊，位於該國東部，由薩克森自由州負責管轄，面積4.5平方公里，海拔高度98米，平均水深10米，最大水深38米，水體容量4,600萬立方米。